# Takifugu
A Takifugu a sugarasúszójú halak (Actinopterygii) osztályába, ezen belül a gömbhalalakúak (Tetraodontiformes) rendjébe és a gömbhalfélék (Tetraodontidae) családjába tartozó nem.

## Rendszerezés
A nembe az alábbi 24 faj tartozik:
- Takifugu alboplumbeus
- Takifugu basilevskianus
- Takifugu bimaculatus
- Takifugu chinensis
- Takifugu chrysops
- Takifugu coronoidus
- Takifugu exascurus
- Takifugu flavidus
- Takifugu niphobles
- Takifugu oblongus
- Takifugu obscurus
- Takifugu ocellatus
- Takifugu orbimaculatus
- Takifugu pardalis
- Takifugu poecilonotus
- Takifugu porphyreus
- Takifugu pseudommus
- Takifugu radiatus
- Takifugu reticularis
- Takifugu rubripes
- Takifugu snyderi
- Takifugu stictonotus
- Takifugu vermicularis
- Takifugu xanthopterus